# Eberhard Kaniuth
Eberhard Kaniuth (* 30. November 1937 in Landsberg an der Warthe; † 27. April 2017) war ein deutscher Mathematiker.

## Leben
Er studierte Mathematik an der Universität Münster, wo er 1967 bei Elmar Thoma und Helmut Ulm mit der Schrift  Über Charaktere semi-direkter Produkte diskreter Gruppen zum Dr. rer. nat. promovierte. Er folgte 1970 Elmar Thoma an die TU München, wo er 1971 habilitierte und 1973 seine erste Professur erhielt. 1977 wurde er auf eine ordentliche Professur an die Gesamthochschule Paderborn berufen.
Sein Forschungsschwerpunkt war Harmonische Analyse.

## Schriften (Auswahl)
- Über Charaktere semi-direkter Produkte diskreter Gruppen. Münster 1967, OCLC 74068604.
- Die reguläre Darstellung lokalkompakter Gruppen mit invarianter Umgebungsbasis der Eins. München 1971, OCLC 721666121.